# 齋藤恵美子 (詩人)
齋藤 恵美子（さいとう えみこ、1960年 - ）は日本の詩人。

## 経歴
東京都生まれ。聖心女子大学文学部卒業。老人ホームで働いた経験をもとにした詩集『最後の椅子』で、2006年に第8回駿河梅花文学賞を受賞。両親や祖父の戦争体験に取材した『ラジオと背中』で、2008年に芸術選奨新人賞、第32回地球賞を受賞。同作はFMシアター（NHK-FM）にてラジオドラマ化され、文化庁芸術祭参加作品となった。2017年、『空閑風景』で第47回高見順賞を受賞。2023年、『雪塚』で第38回詩歌文学館賞を受賞。

## 著書
- 『異教徒』思潮社　1993年
- 『緑豆』私家版 2002年　第8回中原中也賞候補
- 『最後の椅子』思潮社　2005年　第8回駿河梅花文学賞受賞、第11回中原中也賞候補
- 『ラジオと背中』思潮社　2007年　芸術選奨新人賞受賞、第32回地球賞受賞
- 『集光点』思潮社　2012年　第4回鮎川信夫賞候補
- 『空閑風景』思潮社 2016年 第47回高見順賞受賞
- 『雪塚』思潮社 2022年 第38回詩歌文学館賞受賞